# Jorge Orta
Jorge Orta (* 1953 in Rosario) ist ein argentinischer bildender Künstler.
Orta studierte an der Universidad Nacional de Rosario parallel Kunst (1972–79) und Architektur (1973–80). Er gab Vorlesungen an der Kunstfakultät der Universität und wurde durch den Consejo Nacional de Investigaciones Científicas y Técnicas (CONICET) finanziert. Er setzte sich in dieser Zeit
künstlerisch mit den sozialen und politischen Folgen der Militärdiktatur, Rechtlosigkeit und Gewalt auseinander und war ein Pionier auf dem Gebiet der Videokunst, Mail Art und Performance-Kunst. Mit der Crónica Gráfica vertrat er Argentinien 1982 bei der Biennale von Paris. Er gründete die interdisziplinären Gruppen Huaqui und CEAC, mit denen er Performances wie Transcurso Vital (1978), Testigos Blancos (1982), Madera y Trapo (1983), Arte Portable (1983) und Fusion de Sangre Latinoamericana (1984) realisierte und veröffentlichte diverse Streitschriften.
Als Stipendiat des Außenministeriums nahm er 1984 ein Studium an der Sorbonne in Paris auf. Bei einem Brand in seinem Atelier 1991 wurde sein gesamtes in Argentinien entstandenes Werk vernichtet. In der Folgezeit schuf er unter der Überschrift Light Works weltweit eine Reihe von Lichtinstallationen und vertrat 1995 Argentinien bei der Biennale di Venezia. 1992 gründete er mit der britischen Künstlerin Lucy Orta in Paris das Studio Orta und im Jahr 2000 Les Moulins in Boissy-le-Châtel östlich von Paris im Département Seine-et-Marne. Es besteht aus vier jahrelang sorgfältig restaurierten ehemaligen Industriegebäuden entlang eines acht km langen Abschnitts des Grand Morin. Zu den Standorten gehören Moulin Sainte-Marie, Moulin de Boissy, Moulin la Vacherie und La Laiterie. Les Moulins, das Künstlerateliers, Werkstätten, Bühnenräume sowie Ausstellungs- und Veranstaltungsorte umfasst, dient der Schaffung und Präsentation neuer Formen zeitgenössischer Kunst. Zum Studio gehört außerdem ein rund 20 Hektar großer Skulpturenpark. Die künstlerische Zusammenarbeit mündete 2005 in der Koautorenschaft unter dem Namen Lucy + Jorge Orta.

## Werke im öffentlichen Raum (Auswahl)

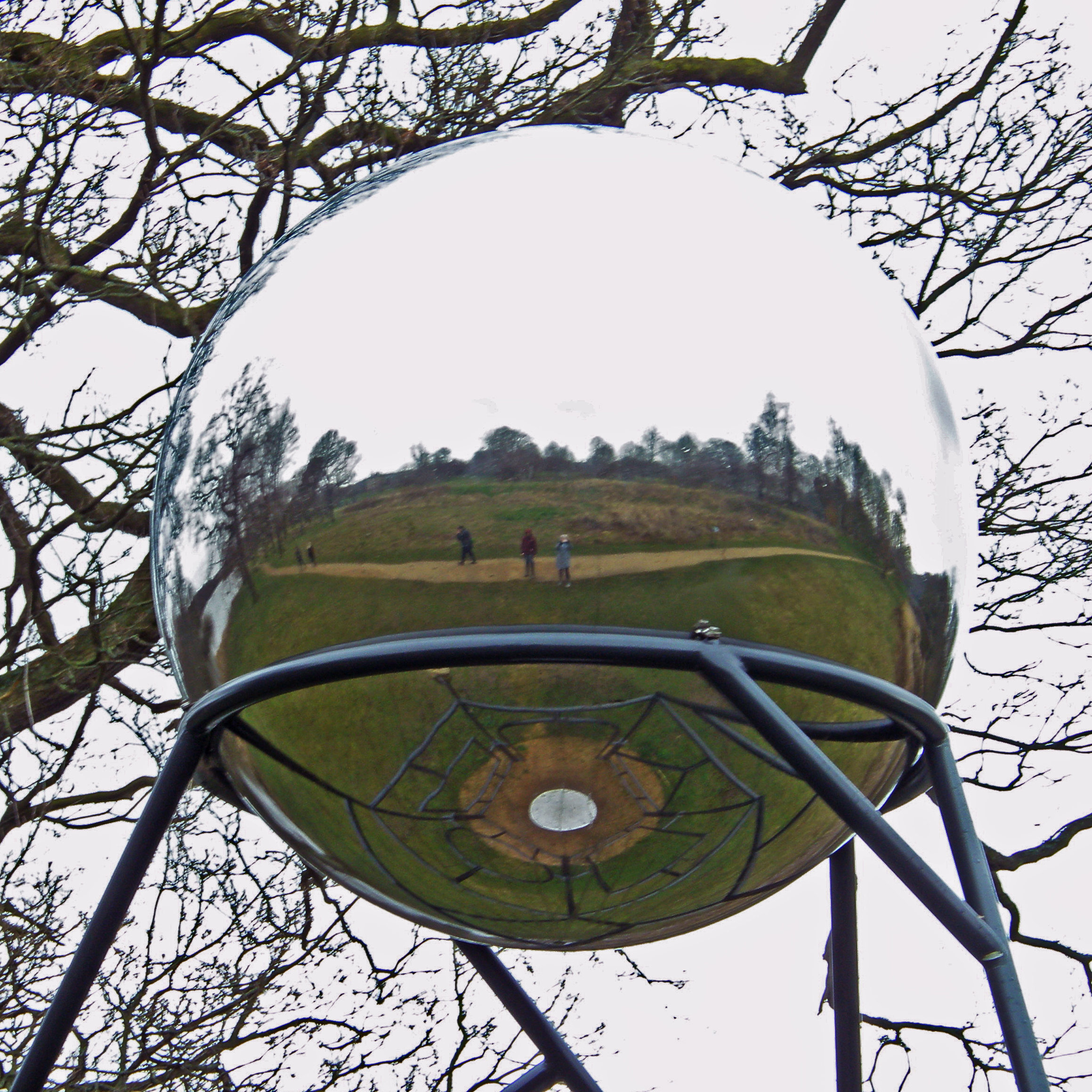
Gazing Ball
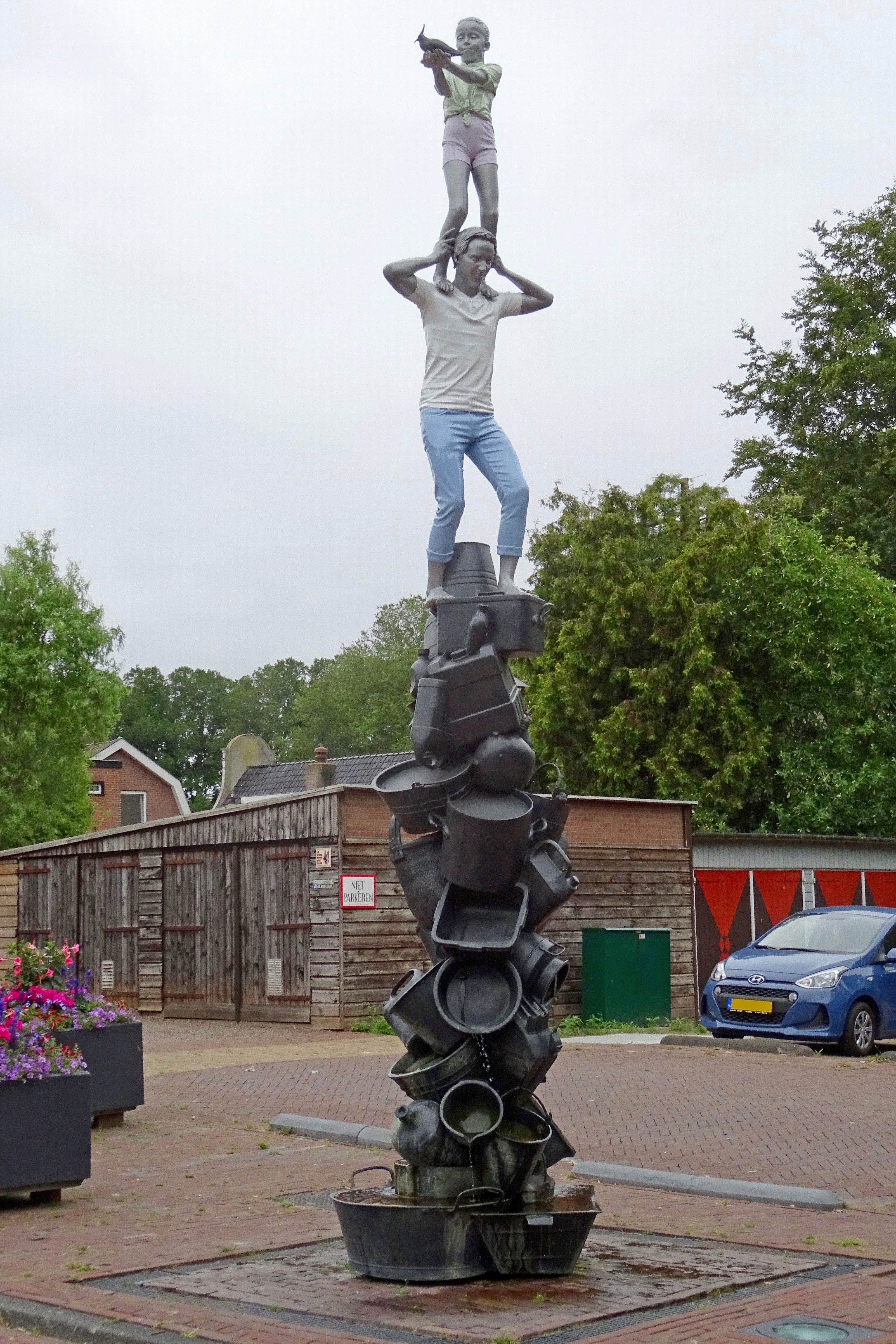
Kiebitz
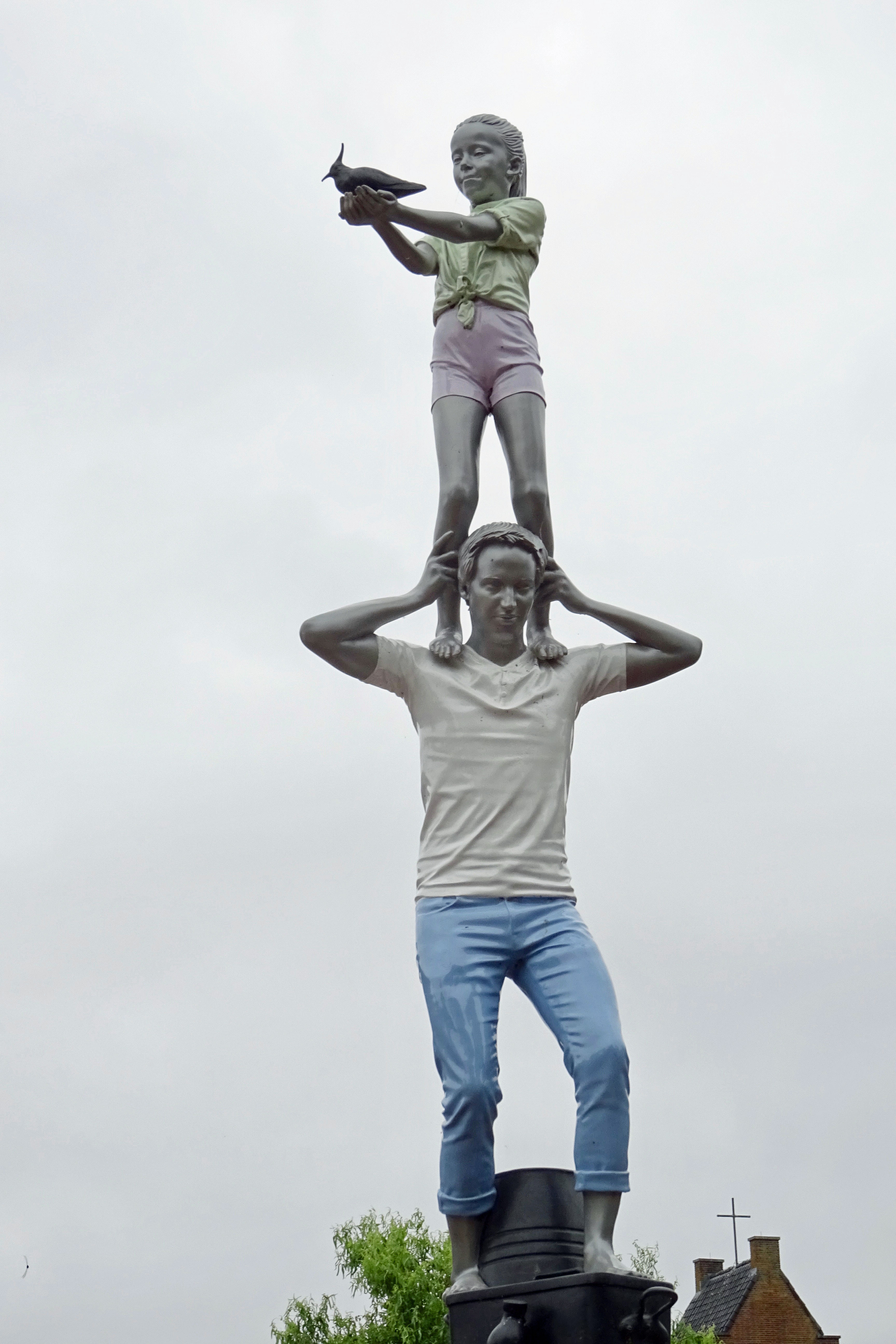
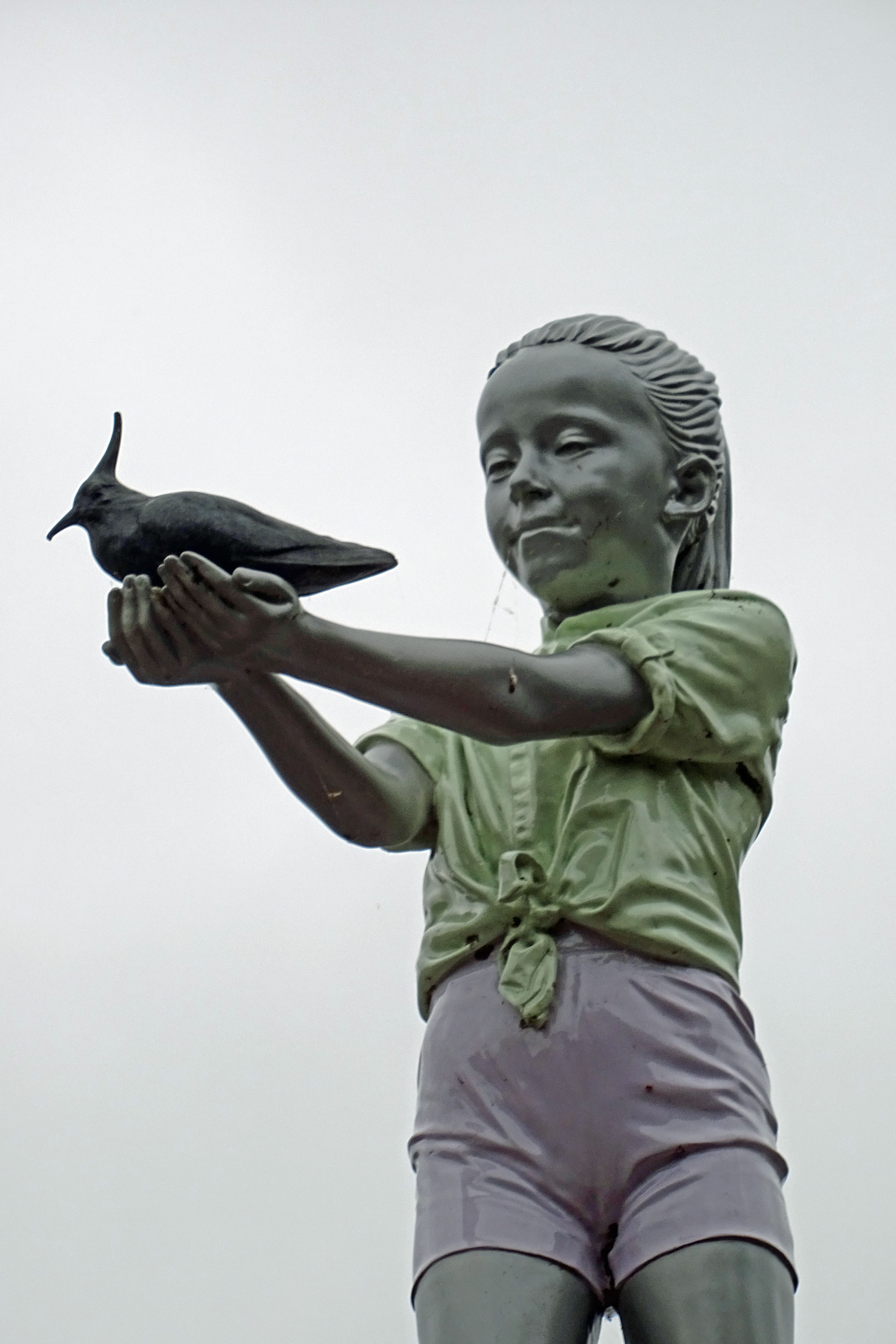
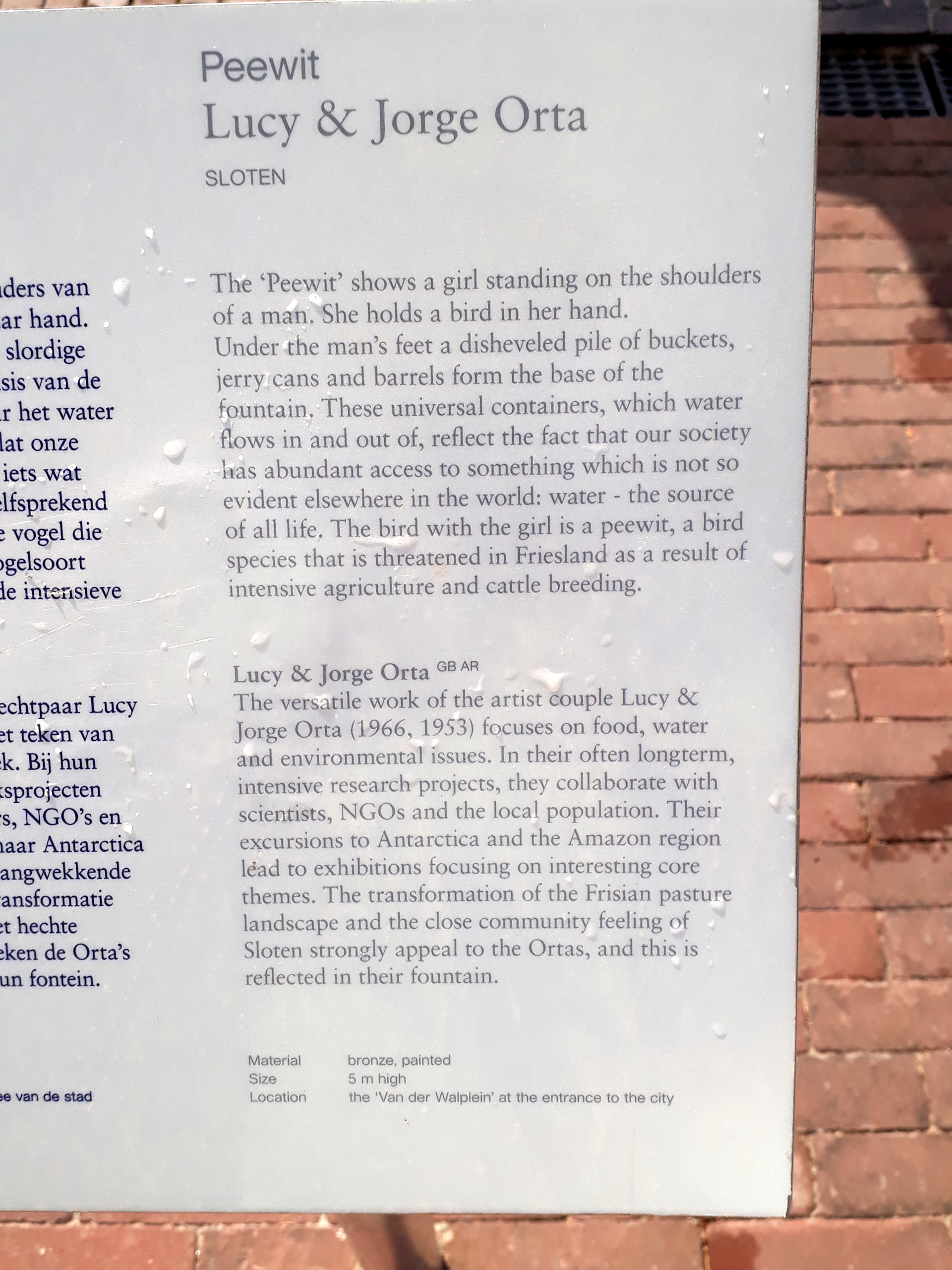

- 2019 Gazing Ball. Yorkshire Sculpture Park, Bretton, Wakefield, West Yorkshire, England
- 2018 Peewit / Kiebitz. Brunnen im Stadtteil Sloten, Amsterdam, Niederlande
- 2016 Valley Balcony. Rhondda, South Wales Valleys, England

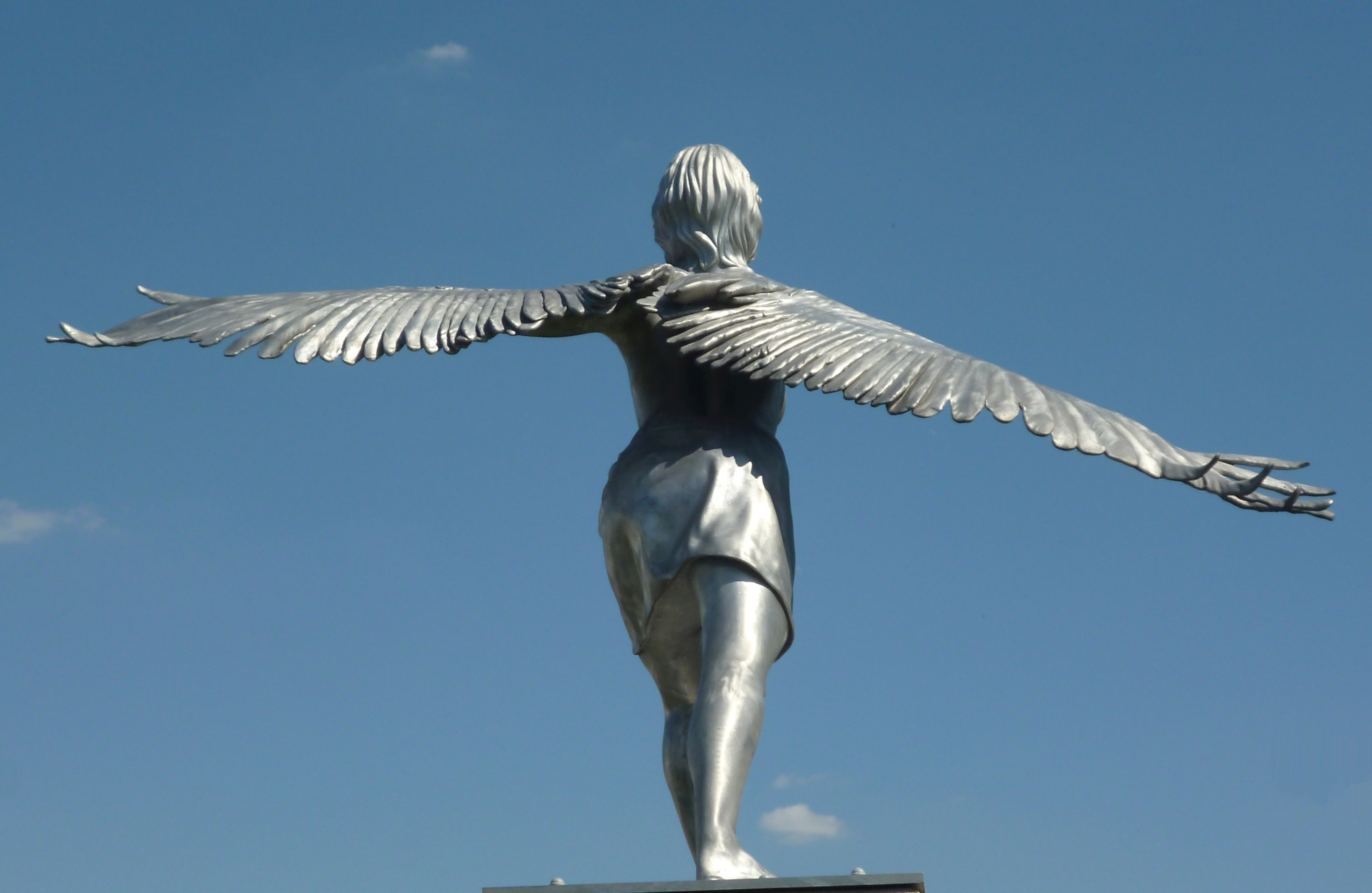
Vogelfrau
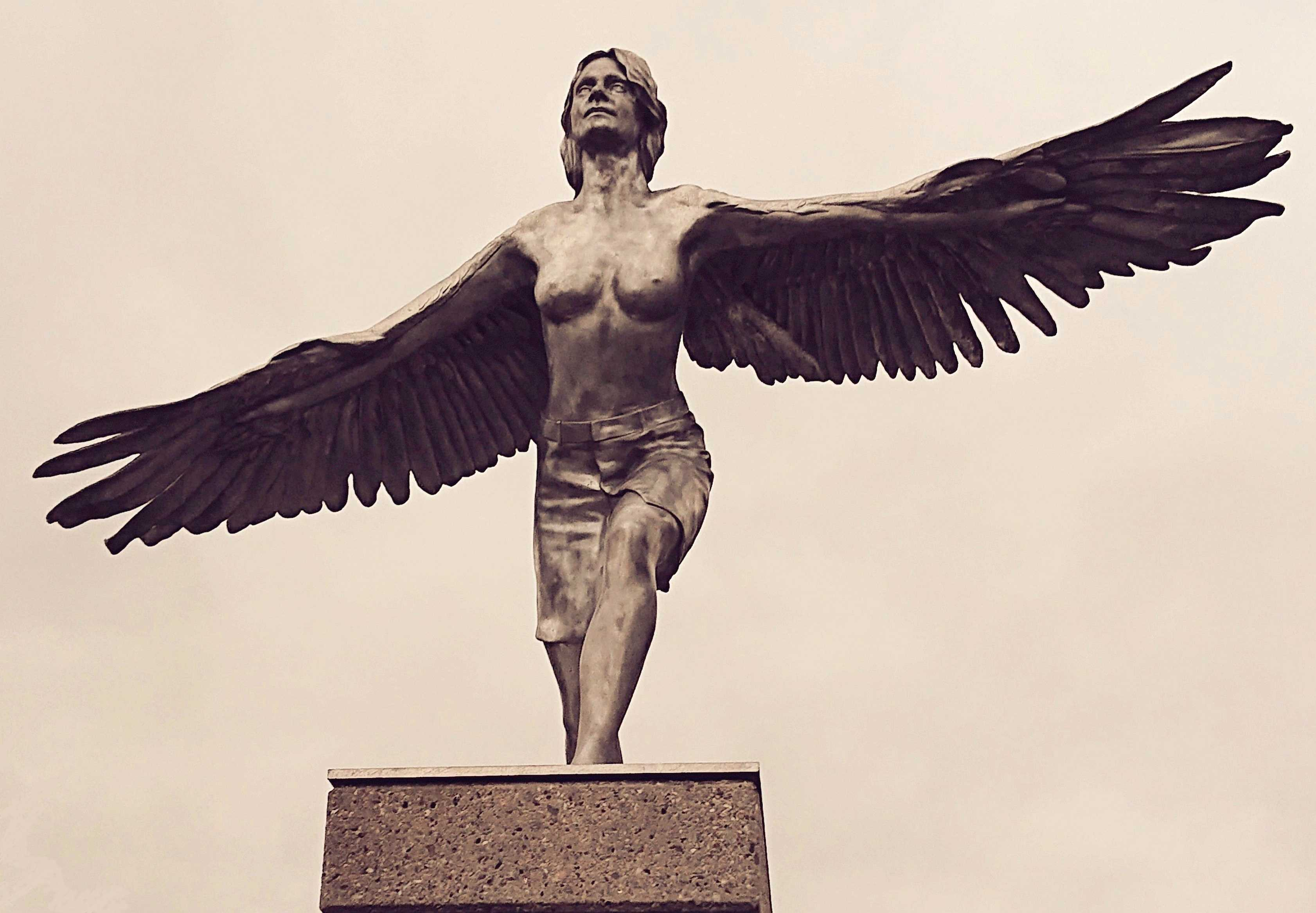
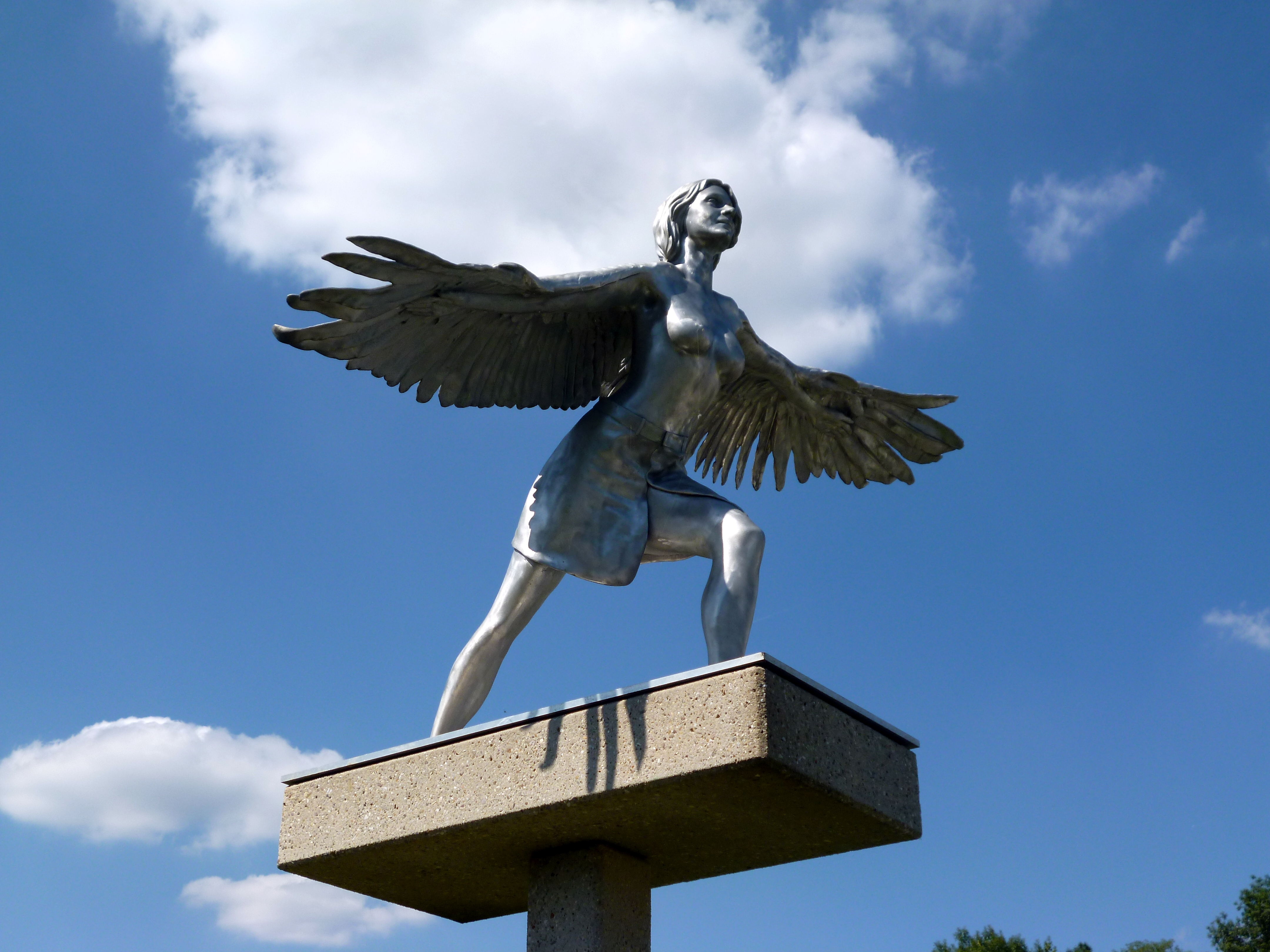

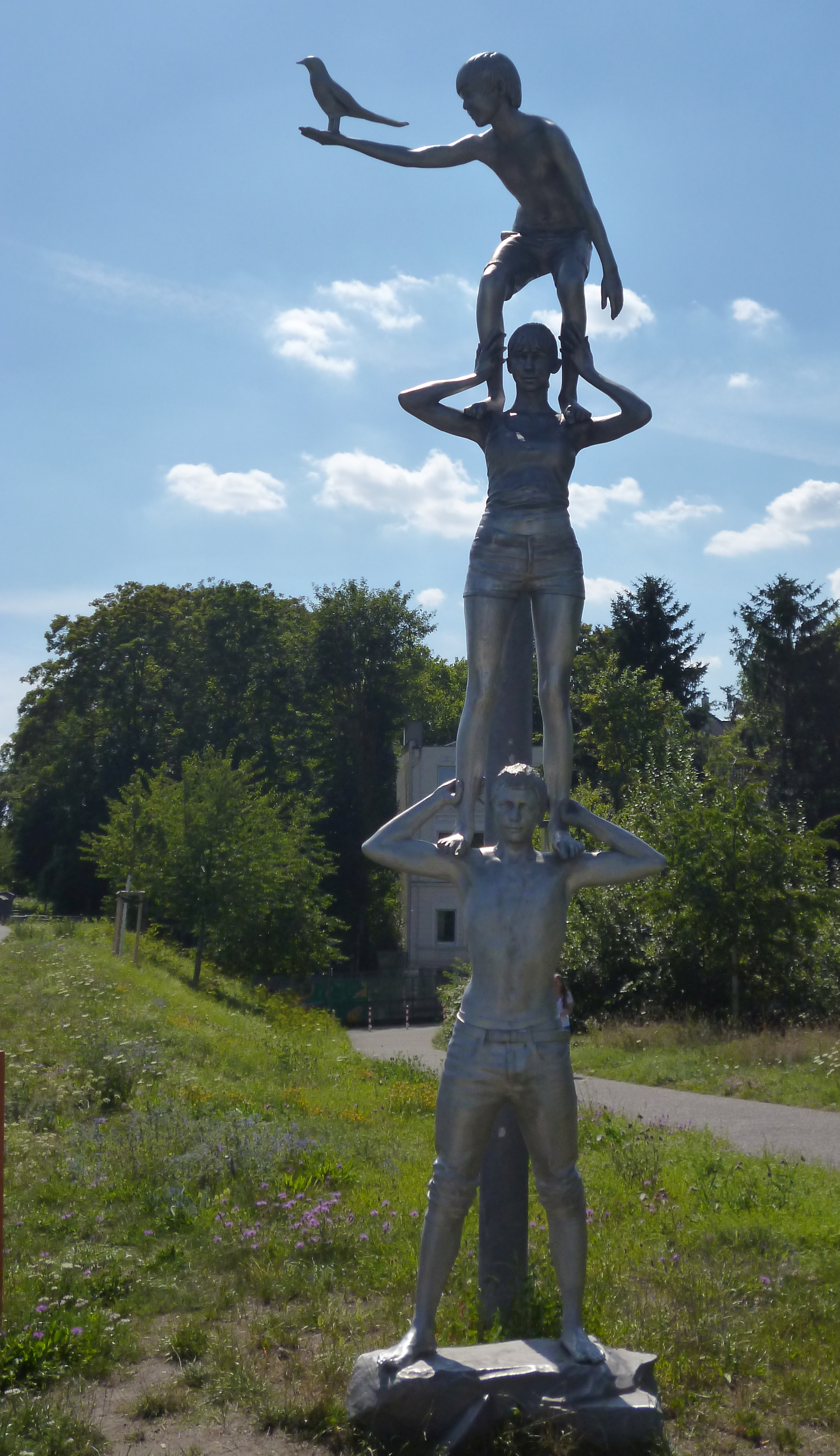
Totem
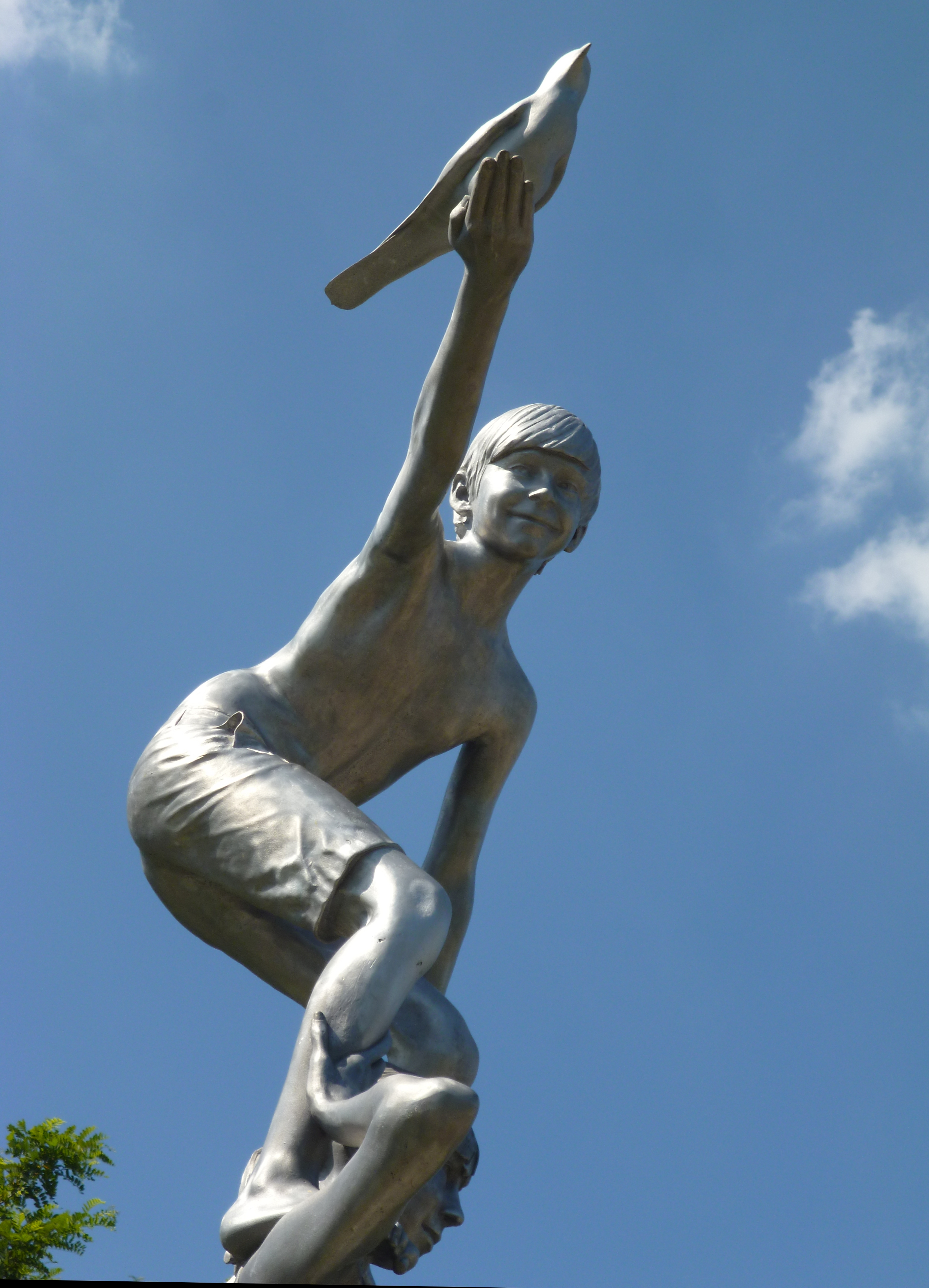

- 2016 Spirits of the Emscher Valley: die Aluminium-Figuren Totem mit Elster (Totem with Magpie), Beobachter (Observer) und die Vogelfrau (Bird Woman) aus der Reihe Spirits of the Emscher Valley (Geister des Emschertals) gehörten zu den Arbeiten der internationalen Kunstausstellung Emscherkunst im öffentlichen Raum 2016 entlang der Emscher, die durch Naturparks und postindustrielle Landschaften führt. Die drei Skulpturen wurden an strategischen Orten aufgestellt, um aussagekräftige Interpretationen zur Geschichte der ehemaligen Kohle- und Stahlindustrie aufzuzeigen: Totem mit Elster und die Vogelfrau am Phoenix-See in Dortmund-Hörde, der Beobachter an der ehemaligen Kokerei Hansa in Dortmund-Huckarde. Die vier Meter hohe „Totem“-Figur zeigt drei Kinder, die sich gegenseitig auf den Schultern tragen. Ganz oben sitzt auf der Hand des kleinsten Jungen ein Vogel. Die „Vogelfrau“ stellt eine geflügelte Frauenfigur dar, deren weit geöffnete Flügel-Arme an den Feuervogel Phönix erinnern.[2] Die Vogelfrau verbindet symbolisch die früher durch ein Viadukt verbundene Ost- und Westseite des Phönixareals.[3] Diese stehen dauerhaft am neuen Standort in Hörde am Fuß- und Radweg der Eliasbahntrasse nördlich des Phoenix-Gymnasiums und nördlich des ehemaligen Magazin-Gebäudes.[4]

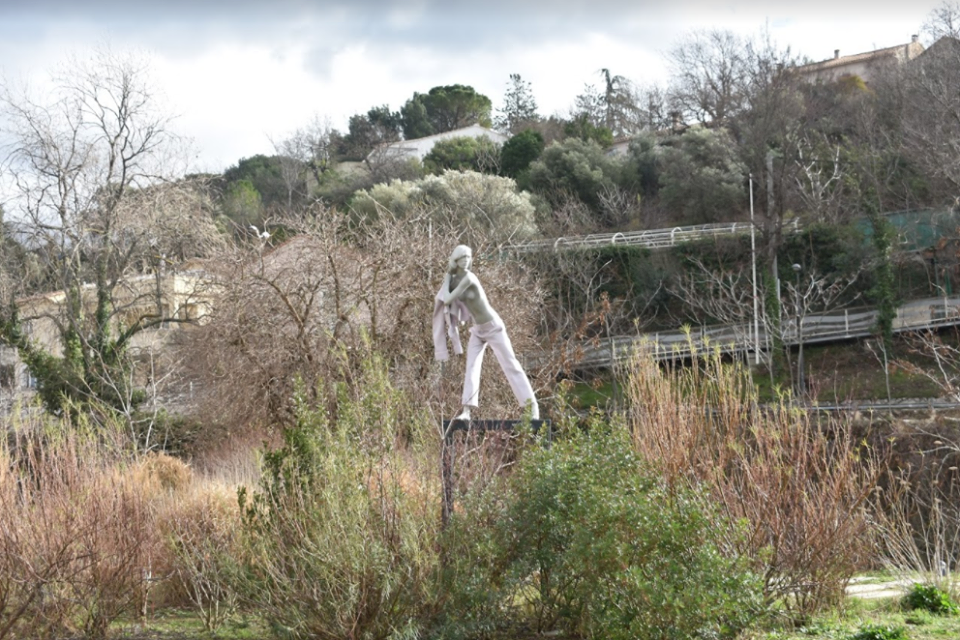
Manon
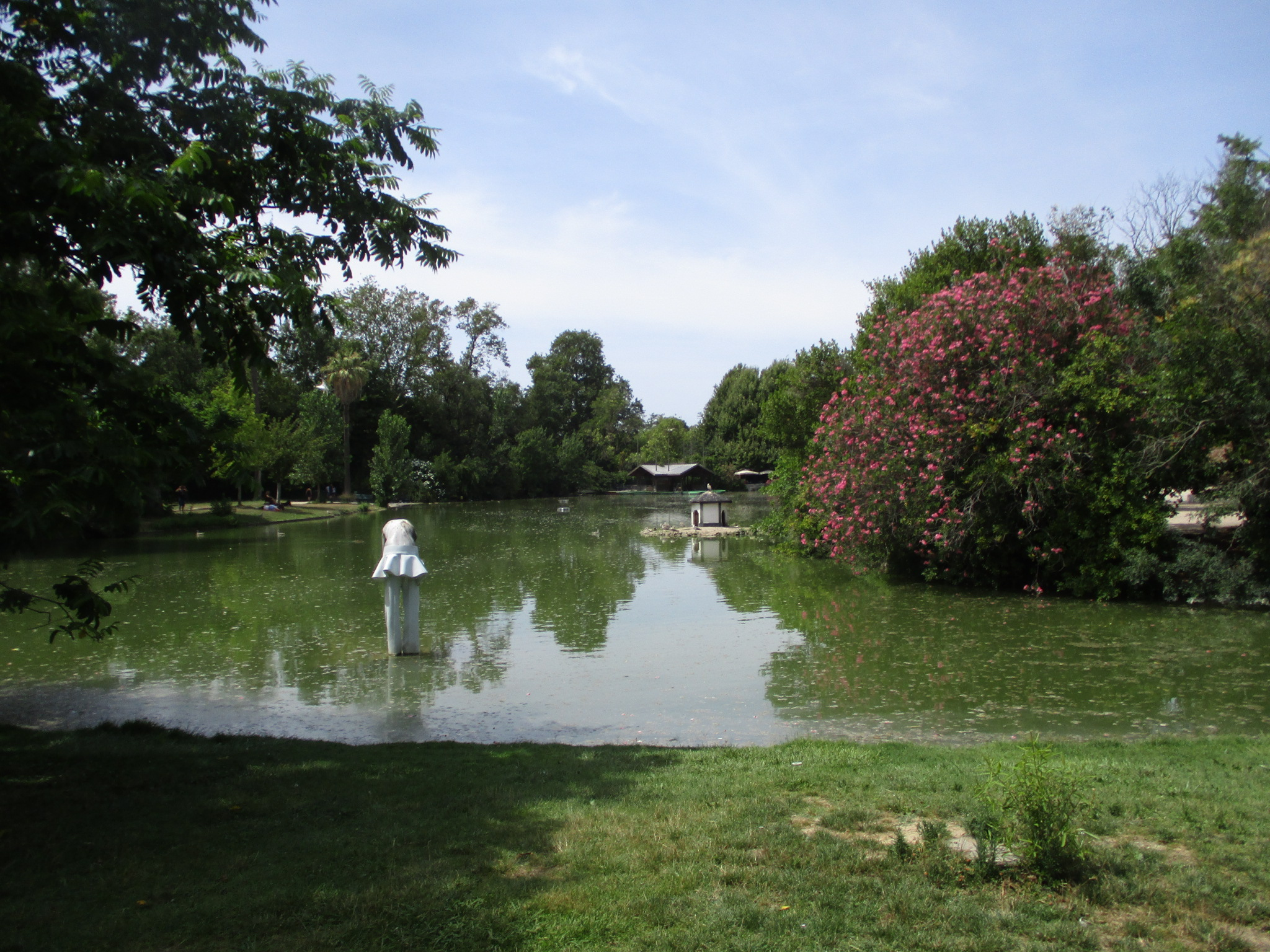
Ophélie
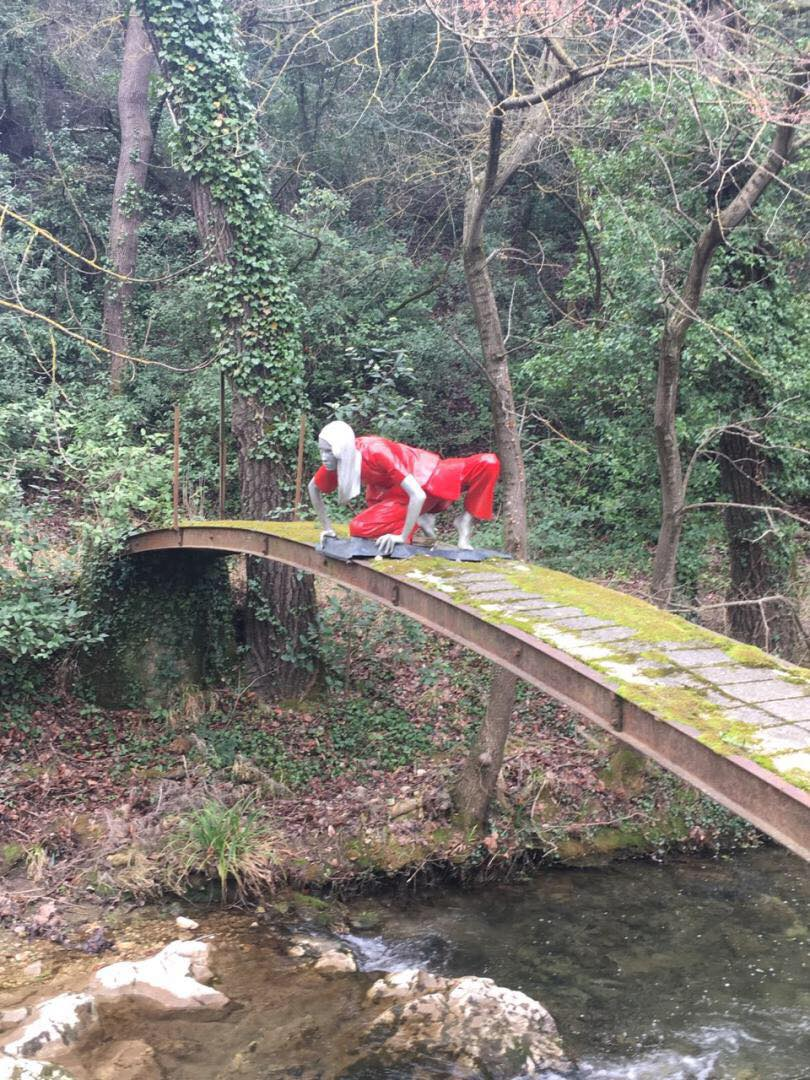
Ubelka
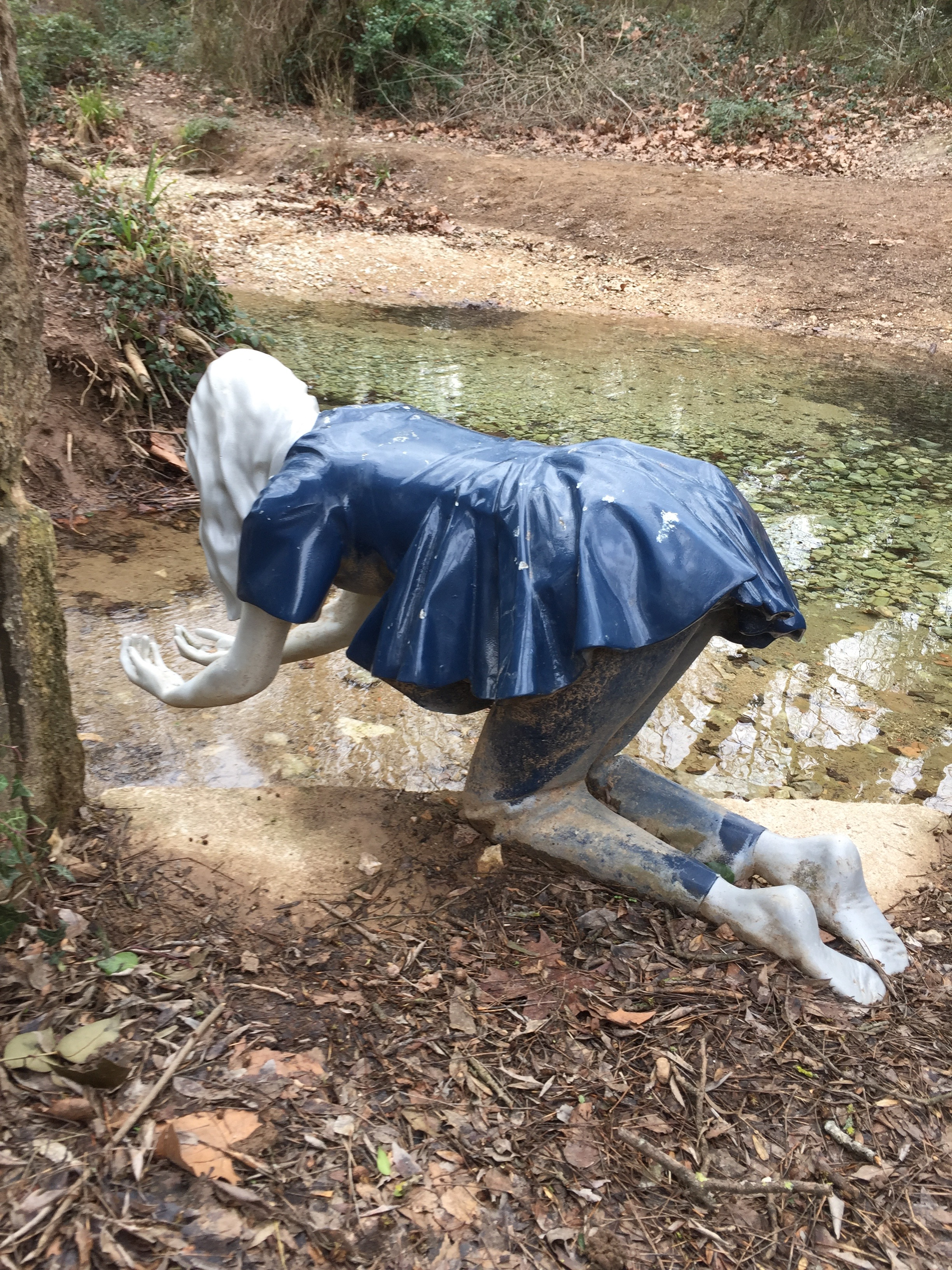
Marie

- 2013 Spirits of the Huveaune / Le Chemin des Fées: fünf weibliche Skulpturen, die „Feen der Huveaune“, verteilt auf 30 km entlang des Flusslaufes der Huveaune zwischen seiner Quelle – in den Bergen der Provence – und seiner Mündung, Frankreich
  - Marie, la fée de la Source, Martelières à Saint-Zacharie, Saint-Zacharie
  - Ubelka, la fée du Pont, Moulin Saint-Claude, Auriol
  - Manon, la fée des Berges, Parc de l'Ilôt des Berges, Aubagne
  - Ophélie, la fée du Lac, Parc Borély, Marseille
  - Gyptis, la fée du Vieux Moulin, Parc du Vieux Moulin, Marseille.[5][6]

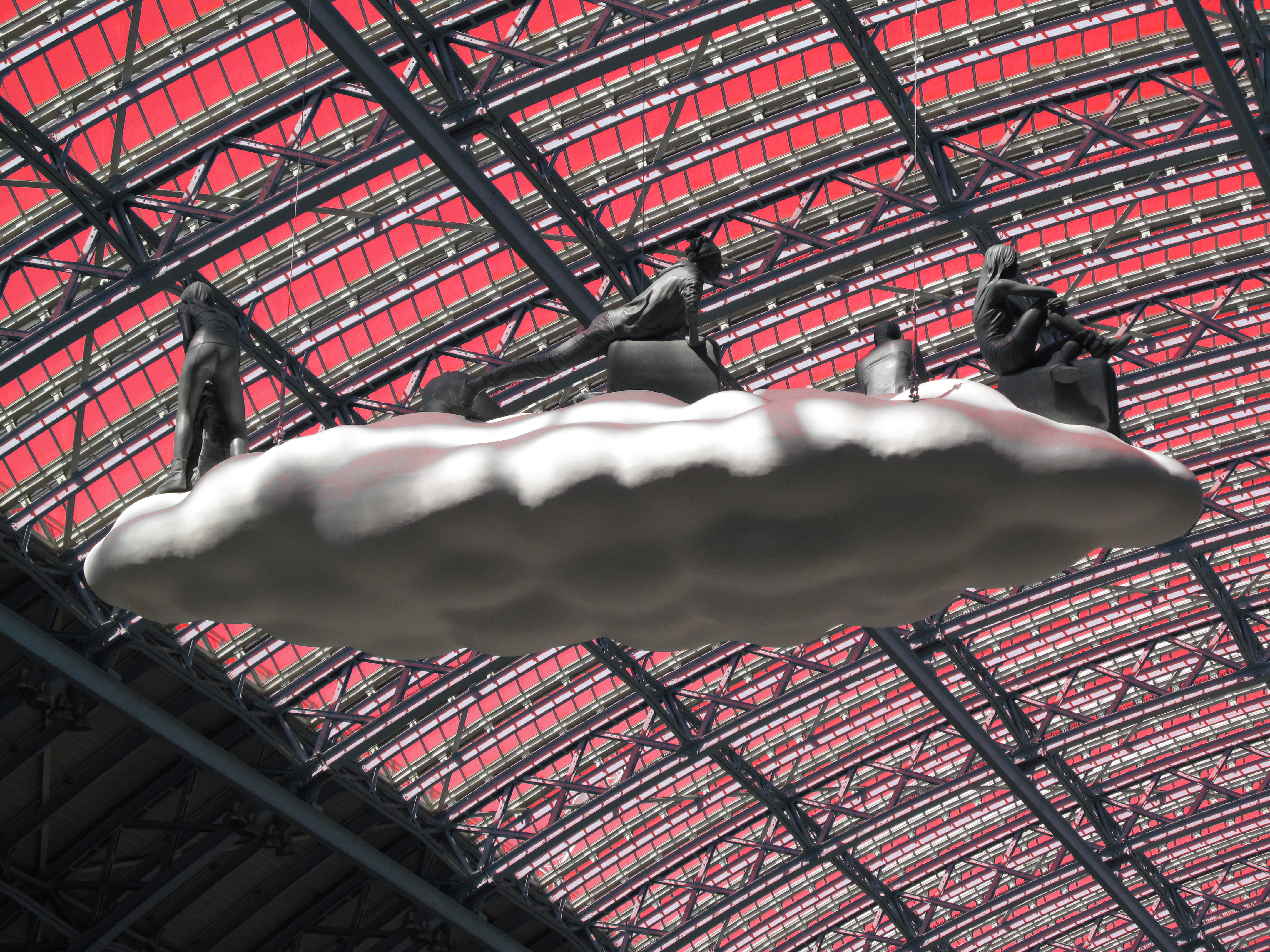
Clouds: Meteoros

- 2013–2015 Clouds | Meteoros. Terrace Wires, Bahnhof St Pancras International London, 2013 wurde ihre monumentale Skulptur Meteoros für den Londoner Bahnhof St. Pancras International ausgewählt.[7]
- 2013 Diana. Yorkshire Sculpture Park, Bretton, Wakefield, West Yorkshire, England[8]
- 2005 Nexus Bridge. Leebank Middleway Attwoodgreen, Birmingham
- 2005 Totipotent Atoll. Park in Mirafiori Nord, Turin, Italien[9]
- 2004 Jardin Poetiques. Ecole Maternelle Suzanne Buisson, Châtenay-Malabry, Frankreich
- 2004 L.O.G. Attwood Green regeneration, Birmingham
- 2003 Le Cœur du Grand Nancy. Place de la République, Nancy, Frankreich